# Llantwit Fardre
Llantwit Fardre (en anglais) ou Llanilltud Faerdref (en gallois) est un village et une communauté du borough de comté de Rhondda Cynon Taf, au pays de Galles.

## Géographie
Llantwit Fardre est situé dans le sud du borough de comté de Rhondda Cynon Taf, à 5 km au nord-est de la ville de Llantrisant.
La communauté de Llantwit Fardre comprend aussi les villages et hameaux de Tonteg (en) et Church Village / Pentre'r Eglwys.

## Démographie
Au recensement de 2011, la communauté de Llantwit Fardre comptait 15 168 habitants.